# Ombres de poésie
Ombres de poésie est un recueil de poésie de Xavier Forneret paru en 1860. 

## Présentation
Le recueil est composé d'un quatrain « pour toute préface » et de 25 poèmes. L'ouvrage est dédié « à sa majesté Napoléon III, Empereur des Français ».

### Éditions modernes
- Xavier Forneret, Écrits complets : Volume I (1834-1876) – Théâtre, poésie, musique, Dijon, Les Presses du réel, 2013, 976 p. (ISBN 978-2-84066-487-1), édition établie par Bernadette Blandin

### Critique
- Willy-Paul Romain, Xavier Forneret, visionnaire incertain, avant-propos pour les Œuvres, Paris, Arcanes, coll. « Humour noir », 1952, p. 4-15
- Bernadette Blandin, Repères biographiques, Xavier Forneret (1809-1884), Dijon, Les Presses du réel, 2013, 795 p. (ISBN 978-2-84066-488-8), p. 787-795
- François Dominique, Forneret l'intempestif — avant-propos pour les Écrits complets, tome I, Dijon, Les Presses du Réel, 2013, 947 p. (ISBN 978-2-84066-487-1), p. 7-11
- Jacques-Rémi Dahan, L'Homme Noir et ses livres : Réflexions sur la production librariale de Xavier Forneret, en marge des Écrits complets, tome II, Dijon, Les Presses du Réel, 2013, 795 p. (ISBN 978-2-84066-488-8), p. 769-785